# Ischnocnema
Ischnocnema – rodzaj płazów bezogonowych z rodziny Brachycephalidae.

## Zasięg występowania
Rodzaj obejmuje gatunki występujące w środkowej i południowej Brazylii oraz na przylegającym obszarze północnej Argentyny; być może do sąsiedniego Paragwaju.

## Systematyka

### Etymologia
- Ischnocnema: gr. ισχνος iskhnos „chudy, cienki”[6]; κνημη knēmē „kolano”[7].
- Basanitia: łac. basis „podstawa”[8]; niteo „świecić”[9]. Gatunek typowy: Basanitia lactea Miranda-Ribeiro, 1923.
- Phrynanodus: gr. φρυνη phrunē, φρυνης phrunēs „ropucha”[10]; ανοδων anodōn, ανοδοντος anodontos „bezzębny”, od negatywnego przedrostka αν- an-; οδους odous, οδοντος odontos „ząb”[11]. Gatunek typowy: Phrynanodus nanus Ahl, 1933 (= Hylodes parvus Girard, 1853).

### Podział systematyczny
Do rodzaju należą następujące gatunki:

- Ischnocnema abdita Canedo & Pimenta, 2010
- Ischnocnema bocaina Taucce, Zaidan, Zaher & Garcia, 2019
- Ischnocnema bolbodactyla (Lutz, 1925)
- Ischnocnema colibri Taucce, Canedo, Parreiras, Drummond, Nogueira-Costa & Haddad, 2018
- Ischnocnema concolor Targino, Costa & Carvalho-e-Silva, 2009
- Ischnocnema crassa Silva-Soares, Ferreira, Ornellas, Zocca, Caramaschi & Cruz, 2021
- Ischnocnema epipeda (Heyer, 1984)
- Ischnocnema erythromera (Heyer, 1984)
- Ischnocnema feioi Taucce, Canedo & Haddad, 2018
- Ischnocnema garciai Taucce, Canedo & Haddad, 2018
- Ischnocnema gehrti (Miranda-Ribeiro, 1926)
- Ischnocnema gualteri (Lutz, 1974)
- Ischnocnema guentheri (Steindachner, 1864)
- Ischnocnema henselii (Peters, 1870)
- Ischnocnema hoehnei (Lutz, 1958)
- Ischnocnema holti (Cochran, 1948)
- Ischnocnema izecksohni (Caramaschi & Kisteumacher, 1989)
- Ischnocnema juipoca (Sazima & Cardoso, 1978)
- Ischnocnema karst Canedo, Targino, Leite & Haddad, 2012
- Ischnocnema lactea (Miranda-Ribeiro, 1923)
- Ischnocnema manezinho (Garcia, 1996)
- Ischnocnema melanopygia Targino, Costa & Carvalho-e-Silva, 2009
- Ischnocnema nanahallux Brusquetti, Thome, Canedo, Condez & Haddad, 2013
- Ischnocnema nasuta (Lutz, 1925)
- Ischnocnema nigriventris (Lutz, 1925)
- Ischnocnema octavioi (Bokermann, 1965)
- Ischnocnema oea (Heyer, 1984)
- Ischnocnema paranaensis (Langone & Segalla, 1996)
- Ischnocnema parnaso Taucce, Canedo, Parreiras, Drummond, Nogueira-Costa & Haddad, 2018
- Ischnocnema parva (Girard, 1853)
- Ischnocnema penaxavantinho Giaretta, Toffoli, & Oliveira, 2007
- Ischnocnema pusilla (Bokermann, 1967)
- Ischnocnema randorum (Heyer, 1985)
- Ischnocnema sambaqui (Castanho & Haddad, 2000)
- Ischnocnema spanios (Heyer, 1985)
- Ischnocnema surda Canedo, Pimenta, Leite & Caramaschi, 2010
- Ischnocnema venancioi (Lutz, 1958)
- Ischnocnema verrucosa (Reinhardt & Lütken, 1862)
- Ischnocnema vizottoi Martins & Haddad, 2010